# Аббатство Монкуирмут-Джарроу
Аббатство свв. Петра и Павла, Монкуирмут-Джарроу (англ. The Abbey Church of Saint Peter and Saint Paul, Monkwearmouth-Jarrow, лат. Monasterii Wirimutham-Gyruum) — бывший бенедиктинский двойной монастырь, возникший в Нортумбрии в VII веке, наиболее известным монахом которого был Беда Достопочтенный.
Аббатство св. Петра в Монкуирмуте на реке Уир основано 674—75 году (название так и означает «монахи в устье Уира»), аббатство св. Павла в Джарроу на Тайне основано десятью годами позднее. В IX веке обе части аббатства были осаждены викингами, захвачены и после этого покинуты. После нормандского завоевания в XI веке совершена попытка восстановить монастырь, который просуществовал недолго. В начале XIV века две обители были восстановлены как части Даремского приората и окончательно распущены Генрихом VIII в 1536 году.
Церкви обеих частей монастыря стали приходскими, а прочие постройки исчезли, кроме части стены близ церкви св. Павла в Джарроу. Места, на которых располагались монастыри, являются памятниками археологии, церкви св. Петра в Монкуирмуте и св. Павла в Джарроу и руины монастыря — объектами культурного наследия Англии I класса. Аббатство было номинировано на статус объекта Всемирного наследия как одно из древнейших свидетельств распространения христианства в северной Европе, но в 2012 году снято с номинации.

## История

### Англосаксонский период
Монастырь св. Петра был основан в 674 году на землях, дарованных Эгфритом, королём Нортумбрии, англосаксонским монахом Бенедиктом Бископом (впоследствии канонизированным), который хотел выстроить образцовую для всей Англии обитель по римским канонам, потому что прежде Англия находилась под сильным влиянием кельтского христианства и миссионеров из шотландских Мелроза и Айоны. В 678 году Папа исключил монастырь из управляемых извне, даровав ему, таким образом, самостоятельность.
К 682 году монастырь развивался столь успешно, что король даровал Бенедикту земли и в Джарроу для строительства второго, который был основан в 685 году и посвящён св. Павлу. Начальником монастыря стал будущий святой Кеолфрид, с которым в Джарроу переселились несколько монахов из Монкуирмута, в том числе юный Беда.
Эти монастыри, возможно, были одними из первых каменных построек в Англии после того, как она была покинута римлянами. В стране не было каменщиков, их Бенедикт привёз из страны франков, как и стекольщиков. Достаточно пропутешествовав по Европе, Бенедикт собрал монастырскую библиотеку в Риме и Леринском аббатстве. Иоанна, архикантора базилики св. Петра в Риме, он убедил поехать в Англию обучать монахов пению (лат. cantus planus).
Несмотря на расстояние в 7 миль (11 км), монастыри считались единым целым. В 686 году, отбывая на континент, Бенедикт назначил своим преемником в Монкуирмуте Эостервина.
Кеолфрид в Джарроу продолжал дело Бенедикта по просвещению и, особенно, переписке книг, в результате чего при нём выработался местный почерк полуунциального типа. Основной целью Кеолфрида было создать три пандекта, то есть полных однотомных Библии — две для монастырских церквей и третью в дар Папе. Первый экземпляр утрачен полностью, второй сохранился фрагментарно, а папский ныне хранится во Флоренции под названием «Амиатинский кодекс» и является старейшим в мире и наиболее авторитетным списком Вульгаты. Аббат умер в 716 году в ходе путешествия, которое предпринял, чтобы лично доставить этот том Папе. Его спутники закончили путешествие, и Григорий II передал благодарность преемнику Кеолфрида Хветберту.
К моменту смерти Кеолфрида в двойном монастыре было уже шесть сотен монахов.
В 790-х годах начались набеги викингов на Англию. Первой жертвой в 793 году стало Линдисфарнское аббатство, в 794 году была взята и обитель Монкуирмут-Джарроу. Около 860 года она была разрушена и в конце IX века окончательно опустела.

### Нормандский период
В начале 1070-х годов Альдвин, приор Уинчкомбского аббатства (в Глостершире), прочитав «Историю» Беды, совершил паломничество по местам, связанным с нортумбрийскими святыми, и в Джарроу служил в руинах мессу. С 23-мя братьями из Ившемского аббатства (Вустершир) он начал восстанавливать монастырь, но не закончил к тому моменту, когда его в 1083 году вызвали в Даремский приорат. После нормандского завоевания руины разорил король Шотландии Малькольм III.

### Восстановление и роспуск
Монастыри Монкуирмут и Джарроу были восстановлены в начале XIV века в качестве филиалов Даремского монастыря, населённых магистрои и одним-двумя братьями.
После инспирированного Генрихом VIII парламентского акта о запрещении религиозных братств (1535) в 1536 году монастырь был распущен, и в 1545 году короной «строения и место бывшей Монкуирмутской обители» (£26 годового дохода) переданы Томасу Уайтхеду, родственнику приора Даремского Хью Уайтхеда, который сдал свой монастырь и стал первым настоятелем Даремского собора. От него имущество перешло к Уиддрингтонам, затем — к семейству Фенвик.
Монастырские постройки в Монкуирмуте вошли в состав частного дома, построенного в начале XVIII века и сгоревшего в 1790 году. Кроме церкви, какие-либо остатки над поверхностью земли отсутствуют. В том же пожаре уничтожен и приходской архив.

## Современное состояние

### Церковь святого Петра
54°54′47″ с. ш. 1°22′30″ з. д.

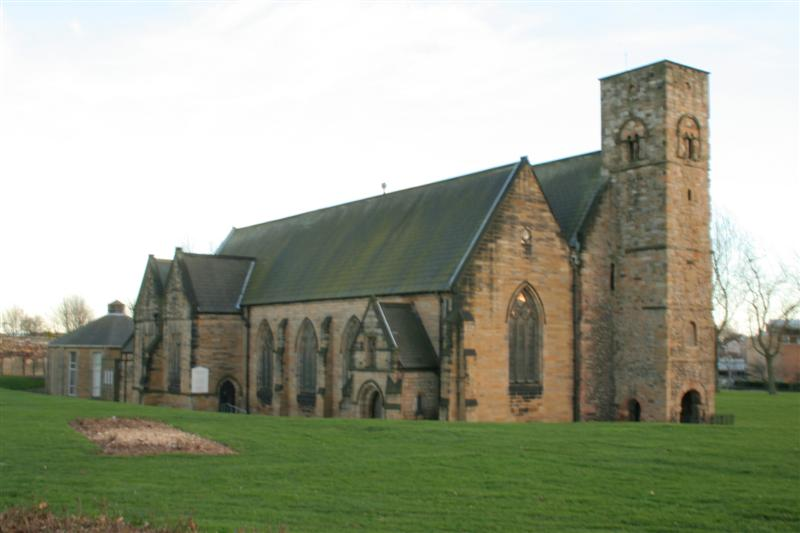
Общий вид церкви св. Петра с северо-запада

Располагается на северном берегу реки Уир близ кампуса св. Петра Сандерлендского университета.
Со времён строителя монастыря св. Бенедикта сохранилась только западная стена и крыльцо, перекрытое коробовым сводом. Западная арка украшена рельефом, вырезанным в камне. Второй этаж возведён около 700 года, тогда же добавлены северное и южное крыльцо, из чего образовался полноценный вестверк. К концу X века достроены верхние ярусы, образовав существующую ныне западную башню.

Северный боковой неф пристроен в XIII веке, пятисветное Восточное окно за алтарём — в XIV-м.

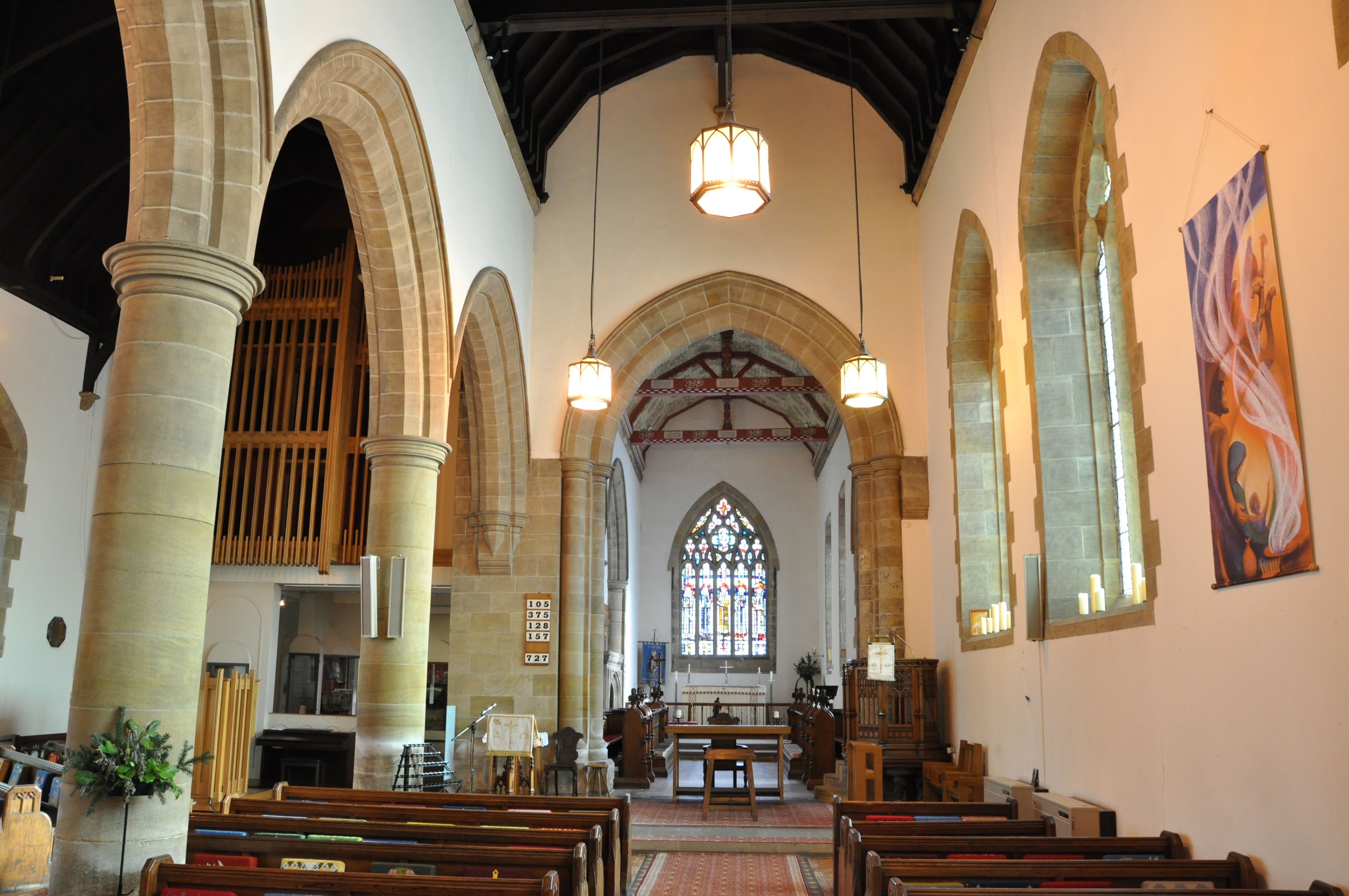
Интерьер церкви св. Петра

В начале XIX века аркада северного бокового нефа и немалая часть алтарной арки были разобраны для устройства галерей. Реставрация 1875—76 годов вернула облик северному боковому нефу, подлинное Восточное окно было заменено, слева от алтаря помещён орган.
Витражи в церкви 1969 года изготовления. В 1973 году добавлен восьмиугольный в плане объём за органом. В 1984 году церковь сгорела, и после этого пришлось полностью восстанавливать кровлю и интерьер.
Раскопки в 1963—78 и 1984 году показали наличие англосаксонских построек. Среди находок — осколки стекла VII—VIII веков.

### Церковь святого Павла
54°58′49″ с. ш. 1°28′20″ з. д.
Древний неф церкви обрушился и был выстроен заново в викторианскую эпоху, но алтарная часть церкви существует с англосаксонских времён. В ней находится витраж, собранный из старейшего в северной Европе цветного стекла (VII век), найденного в ходе раскопок
Внутри башни вмурована плита с оригинальной надписью об освящении церкви 23 апреля 685 года. На поверхности земли контуры монастырских построек отмечены мощением.

## Джарроу-холл

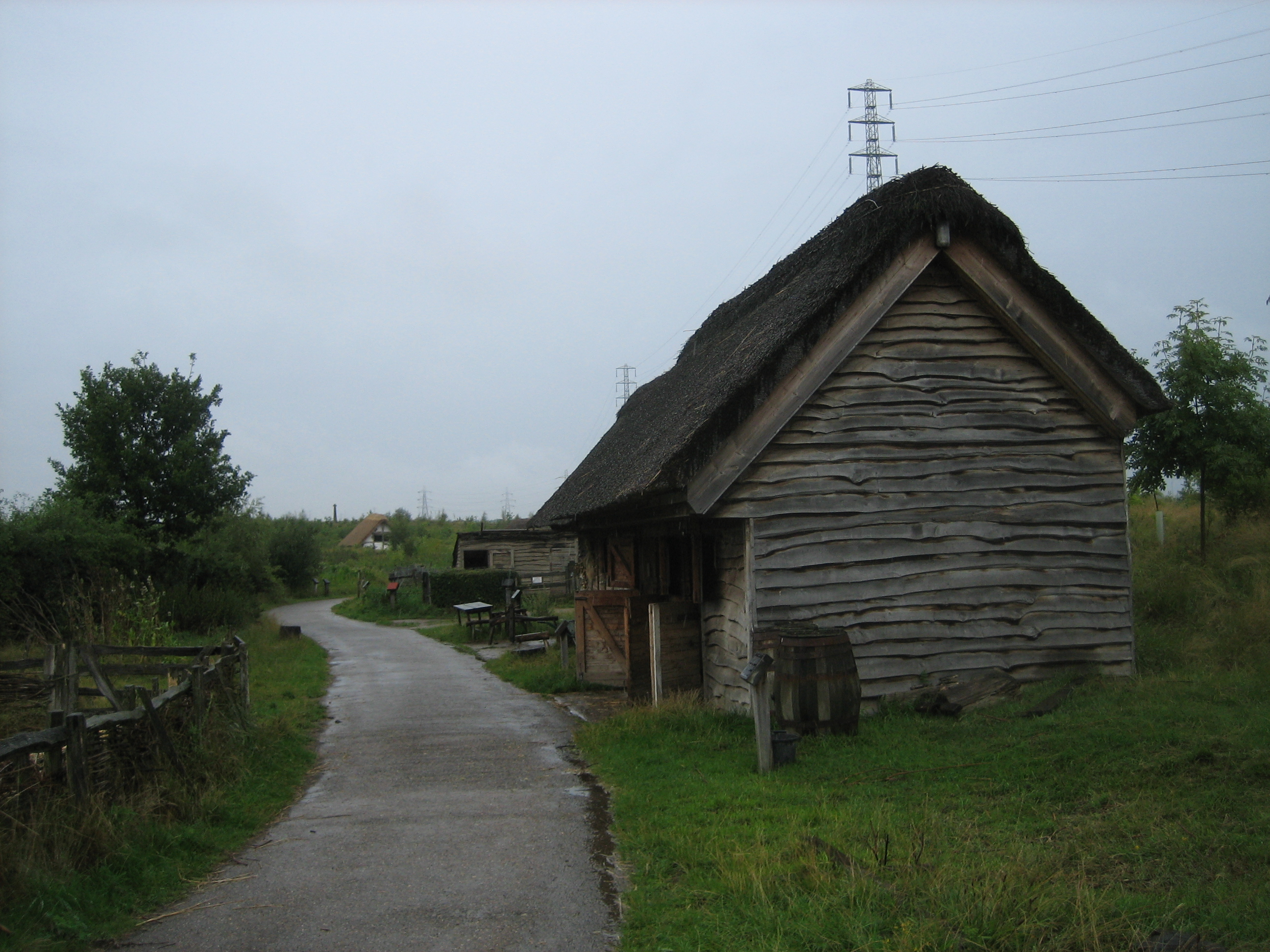
Реконструкция фермы в Джарроу-холле

Джарроу-холл — расположенный неподалёку от монастыря музей Беды Достопочтенного и реконструкция англосаксонской фермы площадью 11 акров (4,5 га). На территории находится три бревенчатых нортумбрийских строения, воссозданных по археологическим данным. Сельское хозяйство на ферме ведётся по древним технологиям, разводятся животные, похожие на англосаксонские породы скота. В постоянной экспозиции музея — «Эпоха Бе́ды» и коллекция предметов, датируемых на протяжении приблизительно тысячи лет.

## Манускрипты
В скриптории монастыря созданы:
- Амиатинский кодекс (ок. 700—710)
- Кутбертово Евангелие (ок. 710)
- Санкт-Петербургский Беда (731—746)
- возможно, Муровский Беда (ок. 735)

В монастырской библиотеке также были итальянского письма девятитомная Библия «Новые Кодексы» и однотомный Большой кодекс, который, вероятно, и был оригиналом для Амиатинского списка.